# Styczeń 2018

## 31 stycznia
- Japoński koncern Fujifilm Holdings ogłosił publicznie plany przejęcia partnerskiego, amerykańskiego Xeroxa[1][2].

## 29 stycznia
- Viorica Dăncilă objęła stanowisko premiera Rumunii.

## 28 stycznia
- Dunka Caroline Wozniacki i Szwajcar Roger Federer zwyciężyli w rywalizacji singlistów podczas wielkoszlemowego turnieju tenisowego Australian Open[3][4].
- Hiszpania pokonała Szwecję w finale rozgrywanych w Chorwacji mistrzostw Europy piłkarzy ręcznych[5].
- Urzędujący prezydent Finlandii Sauli Niinistö został wybrany na drugą kadencję w pierwszej turze głosowania.
- I tura wyborów prezydenckie na Cyprze.

## 27 stycznia
- Co najmniej 95 osób zginęło, a 158 zostało rannych w eksplozji karetki pogotowia wyładowanej materiałami wybuchowymi w centrum stolicy Afganistanu, Kabulu[6].
- Miloš Zeman ponownie zwyciężył w wyborach prezydenckich w Czechach.

## 26 stycznia
- 41 osób zginęło, a co najmniej 77 zostało rannych w wyniku pożaru szpitala w mieście Miryang w Korei Południowej[7].

## 25 stycznia
- Co najmniej trzy osoby zginęły w katastrofie kolejowej koło Mediolanu na północy Włoch[8].

## 21 stycznia
- W rozegranych w Oberstdorfie mistrzostwach świata w lotach narciarskich triumfowali: Daniel-André Tande oraz reprezentacja Norwegii[9][10].

## 18 stycznia
- W pożarze autobusu w pobliżu Irgizu w obwodzie Aktobe, w północno-zachodnim Kazachstanie, zginęły 52 osoby[11].

## 16 stycznia
- Pełnienie obowiązków premiera Rumunii przejął Mihai-Viorel Fifor[12].

## 15 stycznia
- Premier Rumunii Mihai Tudose złożył rezygnację[13].

## 13 stycznia
- Pierwsza tura wyborów prezydenckich w Czechach nie przyniosła rozstrzygnięcia. W ponownym głosowaniu zmierzą się Miloš Zeman (38,56% w pierwszej turze) oraz Jiří Drahoš (26,60%)[14].

## 8 stycznia
- Łukasz Kubot został liderem rankingu ATP deblistów, stając się pierwszym w historii Polakiem na czele tenisowego rankingu[15].

## 7 stycznia
- Norweżka Heidi Weng i Szwajcar Dario Cologna triumfowali w Tour de Ski – prestiżowych wieloetapowych zawodach w biegach narciarskich[16][17].
- Zakończyły się, rozgrywane w rosyjskiej Kołomnie, 1. mistrzostwa Europy w łyżwiarstwie szybkim na dystansach[18].
- W Beverly Hills odbyła się 75. ceremonia wręczenia Złotych Globów[19].

## 6 stycznia
- W tenisowym Pucharze Hopmana – nieoficjalnych mistrzostwach świata drużyn mieszanych triumfowała Szwajcaria (w składzie: Roger Federer i Belinda Bencic)[20].
- Kamil Stoch wygrał wszystkie cztery konkursy 66. Turnieju Czterech Skoczni, powtarzając wyczyn Svena Hannawalda z 2002 roku. Na podium turnieju stanęli też Andreas Wellinger i Anders Fannemel[21][22].

## 4 stycznia
- Stany Zjednoczone wstrzymały pomoc finansową dla Pakistanu przeznaczoną na zakup sprzętu wojskowego, oskarżając pakistańskie władze o udzielanie schronienia Talibom i siatce Hakkanich[23][24].
- Kilkanaście osób zginęło i około 300 zostało rannych w Południowej Afryce, w zderzeniu ciężarówki z pociągiem, który następnie wykoleił się i zapalił[25].

## 2 stycznia
- 51 osób z 57 pasażerów zginęło w wypadku autokaru, który spadł z klifu w okolicach miejscowości Pasamayo w zachodnim Peru[26][27].

## 1 stycznia
- Alain Berset objął urząd prezydenta Szwajcarii[28][29].
- W wyniku pożaru kilkukondygnacyjnego parkingu w Liverpoolu spłonęło około 1400 zaparkowanych tam samochodów[30].
- W noc sylwestrową we Francji zostało podpalonych ponad 1000 samochodów[31].